# Дектери (Вологодская область)
Дектери — деревня в Вологодском районе Вологодской области. Входит в состав Кубенского сельского поселения, с точки зрения административно-территориального деления — в Вепревский сельсовет. По переписи 2002 года население — 25 человек (10 мужчин, 15 женщин). Всё население — русские.

## География

### Географическое положение
Расстояние до районного центра Вологды по автодороге — 77 км, до центра муниципального образования Кубенского по прямой — 39 км. Ближайшие населённые пункты — Усово, Куново, Большой Двор, Орешник, Образцово.

## История
C 1 января 2006 года по 8 апреля 2009 года входила в Вепревское сельское поселение).

## Население
| 2010 |
| ---- |
| 17   |